# 服部宣之
服部 宣之（はっとり のぶゆき、1976年5月11日 - ）は、日本のテレビプロデューサー。
愛知県一宮市出身。順天堂大学スポーツ健康科学部卒業。東海テレビ放送を経て、テレビ朝日総合編成局制作2部所属。

## 来歴
大学在学中よりホイチョイ・プロダクションズにて情報・バラエティ番組のADや映画の制作進行に携わる。馬場康夫を師と仰ぎ、自身のドラマ作り、テレビ作りの原点であると語る。
2000年に東海テレビ放送に入社。深夜番組のAD、ディレクターを経て、東京制作部において15年弱にわたり昼の帯ドラマ（昼ドラ）を中心にテレビドラマの制作を手掛ける。2008年に手掛けた『長生き競争!』は、平成21年度（第64回）文化庁芸術祭賞優秀賞（テレビ部門・ドラマの部）、2009年度日本民間放送連盟賞番組部門テレビドラマ番組優秀賞、第26回ATP賞テレビグランプリ2009ドラマ部門優秀賞を受賞。
「夜のドラマに挑戦したい」として2015年にテレビ朝日へ転職。前職での経験を活かし、2017年に新設された帯ドラマ枠『帯ドラマ劇場』の立ち上げに携わる。

## 作品

### テレビドラマ
東海テレビ
- 昼の帯ドラマ（昼ドラ）
  - 牡丹と薔薇（2004年） - プロデューサー補
    - 牡丹と薔薇 完結版（2004年） - プロデューサー補

  - 冬の輪舞 特別版（2005年） - プロデューサー補
  - 偽りの花園（2006年）
  - 麗わしき鬼（2007年）
  - インディゴの夜（2010年）
    - インディゴの夜DX（2010年）

  - 天使の代理人（2010年）
  - さくら心中（2010年）
  - 鈴子の恋 ミヤコ蝶々女の一代記（2012年）
  - ぼくの夏休み（2012年）
  - 赤い糸の女（2012年）
  - 白衣のなみだ（2013年）
    - 第一部『余命』、第三部『使命』
    - 第二部『慈命』 - 協力プロデューサー

  - 天国の恋（2013年）
  - 碧の海〜LONG SUMMER〜（2014年） - 企画プロデューサー
  - ほっとけない魔女たち（2014年）

- 名古屋嬢の恋（2008年）
  - 名古屋嬢の恋2（2009年）

- 長生き競争!（2008年）
- 少年時代（2009年）
- 業界LOVE STORY〜だからテレビはおもしろい〜（2011年）
- 怪盗ハンサム（2011年）

テレビ朝日
- 遺産争族（2015年）
- 夏目家どろぼう綺談（2016年）
- 叡古教授の事件簿（2016年）
- 少女のみる夢（2016年）
- 帯ドラマ劇場
  - やすらぎの郷（2017年）
  - トットちゃん!（2017年）
  - やすらぎの刻〜道（2019年）

- 白日の鴉（2018年）
  - 白日の鴉2（2020年）

- 未解決の女 警視庁文書捜査官（2018年）
  - 未解決の女 警視庁文書捜査官〜緋色のシグナル〜（2019年）

- 離婚なふたり（2019年）
- セミオトコ（2019年）
- ケイジとケンジ〜所轄と地検の24時〜（2020年）
- 私刑人〜正義の証明（2020年）
- M 愛すべき人がいて（2020年）
- 真夏の少年〜19452020（2020年）
- 書けないッ!?〜脚本家 吉丸圭佑の筋書きのない生活〜（2021年）
- 泣くな研修医（2021年）
- ザ・ハイスクール ヒーローズ（2021年）
- となりのチカラ（2022年） - ゼネラルプロデューサー
- トモダチゲームR4（2022年） - ゼネラルプロデューサー
- 警視庁アウトサイダー（2023年） - ゼネラルプロデューサー
- 星降る夜に（2023年） - ゼネラルプロデューサー
- 私小説 -発達障がいのボクが純愛小説家になれた理由-（2023年） - ゼネラルプロデューサー
- 拝啓、奇妙なお隣さま（2023年） - ゼネラルプロデューサー
- 離婚しない男-サレ夫と悪嫁の騙し愛-（2024年） - ゼネラルプロデューサー
- 黄金の刻〜服部金太郎物語〜（2024年） - ゼネラルプロデューサー
- 霊験お初〜震える岩〜（2024年） - ゼネラルプロデューサー
- 顔に泥を塗る（2024年） - ゼネラルプロデューサー
- 新・暴れん坊将軍（2025年） - ゼネラルプロデューサー
- スプリング!（2025年） - ゼネラルプロデューサー
- 天久鷹央の推理カルテ（2025年） - ゼネラルプロデューサー
- PJ 〜航空救難団〜（2025年） - ゼネラルプロデューサー

### ドキュメンタリー
東海テレビ
- LIFE IS BEAUTIFUL4〜小さないのちの詩〜（2011年）
- EXILE for JAPAN 夢のチカラ（2011年）

### 映画
- 県庁おもてなし課（2013年）